# Freaks and Geeks
Freaks and Geeks este un serial TV american dramatic de comedie cu adolescenți. Este creat de Paul Feig, Judd Apatow este producător executiv. A avut premiera pe NBC în sezonul TV 1999–2000. 18 episoade au fost realizate, dar serialul a fost anulat după ce doar 12 episoade au fost transmise.
O campanie a fanilor a convins NBC să transmită încă 3 episoade în iulie 2000; iar cele 3 episoade rămase netransmise au fost programate în septembrie pe rețeaua de cablu Fox Family Channel. Serialul complet a fost lansat pe DVD, fiind disponibil în America de Nord pa Netflix.

## Distribuție

### Roluri principale
- Linda Cardellini ca Lindsay Weir
- John Francis Daley ca Sam Weir
- James Franco ca Daniel Desario
- Samm Levine ca Neal Schweiber
- Seth Rogen ca Ken Miller
- Jason Segel ca Nick Andopolis
- Martin Starr ca Bill Haverchuck
- Becky Ann Baker ca Jean Weir
- Joe Flaherty ca Harold Weir
- Busy Philipps ca Kim Kelly

### Roluri secundare
- Sarah Hagan ca Millie Kentner
- Jerry Messing ca Gordon Crisp
- Stephen Lea Sheppard ca  Harris Trinsky
- Natasha Melnick ca Cindy Sanders
- Ben Foster ca Eli
- Chauncey Leopardi ca Alan White
- Shaun Weiss ca Sean
- Joanna García ca Vicki Appleby
- Kayla Ewell ca Maureen Sampson
- Lizzy Caplan ca Sara
- Riley Smith ca Todd Schellinger
- Dave "Gruber" Allen ca  Jeff Rosso
- Steve Bannos ca Mr. Kowchevski
- Trace Beaulieu ca Mr. Lacovara
- Steve Higgins ca Mr. Fleck
- Tom Wilson ca Antrenor Ben Fredricks
- Joel Hodgson ca un DJ
- Claudia Christian ca Gloria Haverchuck
- Kevin Tighe ca  Mr. Andopolis
- Jessica Campbell ca Amy Andrews
- Amy Aquino ca Mrs. Schweiber
- Ann Dowd ca Cookie Kelly

## Episoade
| №  | Titlu                        | Regia               | Scenariu                                                                  | Premiera           | Cod producție |
| -- | ---------------------------- | ------------------- | ------------------------------------------------------------------------- | ------------------ | ------------- |
| 1  | „Pilot”                      | Jake Kasdan         | Paul Feig                                                                 | 25 septembrie 1999 | 100           |
| 2  | „Beers and Weirs”            | Jake Kasdan         | J. Elvis Weinstein & Judd Apatow                                          | 2 octombrie 1999   | 101           |
| 3  | „Tricks and Treats”          | Bryan Gordon        | Paul Feig                                                                 | 30 octombrie 1999  | 102           |
| 4  | „Kim Kelly Is My Friend”     | Lesli Linka Glatter | Mike White                                                                | 5 septembrie 2000  | 103           |
| 5  | „Tests and Breasts”          | Ken Kwapis          | Bob Nickman                                                               | 6 noiembrie 1999   | 104           |
| 6  | „I'm with the Band”          | Judd Apatow         | Gabe Sachs & Jeff Judah                                                   | 13 noiembrie 1999  | 105           |
| 7  | „Carded and Discarded”       | Judd Apatow         | Judd Apatow & Paul Feig                                                   | 10 ianuarie 2000   | 110           |
| 8  | „Girlfriends and Boyfriends” | Lesli Linka Glatter | Patty Lin & Paul Feig                                                     | 17 ianuarie 2000   | 106           |
| 9  | „We've Got Spirit”           | Danny Leiner        | Mike White                                                                | 24 ianuarie 2000   | 107           |
| 10 | „The Diary”                  | Ken Olin            | Scenariu de: Rebecca Kirshner Poveste de: Judd Apatow & Rebecca Kirshner  | 31 ianuarie 2000   | 108           |
| 11 | „Looks and Books”            | Ken Kwapis          | Paul Feig                                                                 | 7 februarie 2000   | 109           |
| 12 | „The Garage Door”            | Bryan Gordon        | Gabe Sachs & Jeff Judah & Patty Lin                                       | 13 martie 2000     | 111           |
| 13 | „Chokin' and Tokin'”         | Miguel Arteta       | Judd Apatow                                                               | 20 martie 2000     | 112           |
| 14 | „Dead Dogs and Gym Teachers” | Judd Apatow         | Judd Apatow & Bob Nickman                                                 | 10 octombrie 2000  | 114           |
| 15 | „Noshing and Moshing”        | Jake Kasdan         | J. Elvis Weinstein                                                        | 17 octombrie 2000  | 115           |
| 16 | „Smooching and Mooching”     | Jake Kasdan         | Steve Bannos                                                              | 8 iulie 2000       | 116           |
| 17 | „The Little Things”          | Jake Kasdan         | Scenariu de: Jon Kasdan Poveste de: Jon Kasdan & Judd Apatow & Mike White | 8 iulie 2000       | 117           |
| 18 | „Discos and Dragons”         | Paul Feig           | Paul Feig                                                                 | 8 iulie 2000       | 113           |

* ^ Inițial a avut premiera pe Fox Family.